# Крешчатик
„Крешчатик“ (на украински: Хрещатик) е главната улица на Киев. Дължина – 1225 м, посока – от север на юг. Започва от Европейския площад, минава през Майдан Незалежности и завършва на Бесарабския площад.

## История

### Киевска Рус
При княз Владимир Киев има три отделни, отдалечени едно от друго, селища:
- Стария град (или Горен), в който се намират княжеските дворци, Десятъчната църква, а по-късно и катедралата „Света София“ и Златокуполният манастир „Свети Михаил“;
- Подол – занаятчийско и търговско средище.
- Княжеското селище Берестовое, което по-късно като неразделна част влиза в Печерск с Киево-Печерската лавра.

Горният град е свързан с Подол чрез Боричевия път, а с Печерск – с Ивановския път, започващ от Полската порта, и излизащ на сегашния Майдан Незалежности.
Местността, част от съвременната улица „Крешчатик“ – от Майдан Незалежности до Европейския площад, се е наричала Перевесище. Извън Киев тя е била необитаема и покрита с гъста гора, в която местни князе, а по-късно и други киевляни, си уреждали развлечения – най-често лов на малки животни и птици с помощта на мрежи. Това посочва преподавателят в института за благородни девици Захарченко в своята книга „Киев, преди и сега“ (1888 г.):

Перевесище – място за княжески лов, който се провежда, освен с различни други способи ... и с помощта на провесването на мрежи на такива места, където преминава дивеча.

### XVI-XVIII век
В писмени източници от 16 – 17 век същата местност е посочена като Евсейкова долина, а в документи от 18 век – като Пясъците.
Много противоречия предизвиква друго име на района, Крешчата долина, от което според някои изследователи се е образувало съкратеното Крешчатик. Има доказателства, че на хълмовете по тази долина, започвайки от 17 век, има отделни казашки ферми, чиито жители са се занимавали с производство на алкохол с разрешение на властите, а по-късно тук са се заселили и първите жители на Липки. Изследователят на Киев Николай Закревски в основния си труд „Хроника и описание на града Киев“ (Москва, 1858 г.) отбелязва:

В края на Печерското предградие се намира, образовуван от дълбоки оврази или долина, тесния път (Крешчатицки), но не бива да го пропускате, тъй като той съединява в себе си всичките три града: още като се качиш на него, веднага ще видиш площад, с големина половин верста, а на него големия и красив Императорски дворец, на каменен фундамент, построен по заповед на императрица Елизавета...

Украинският изкуствовед Константин Шероцки в своя пътеводител на Киев, публикуван през 1917 г., заявява:

Крешчатик, получил името си от пресичането на странни падини, където князете поставяли своите перевеси или мрежи за лов на зверове („Перевесище“), няма нищо общо с кръщаването на Рус...

Подобна версия изразява и изкуствоведът Сергей Ернст на страниците на друг пътеводител за Киев, който той редактира, публикуван през 1930 г .:

Съвременната главна улица на град Киев представлява сама по себе си долина между Стария град и Печерск. Тази долина е била пресичана от други долини, или валове. Оттук и името: Пресечана или Кръстна долина, Крешчатик.

Съвременната изследователка на историята на Киев Лидия Пономаренко, подхожда към този противоречив въпрос от съвсем друг ъгъл. Тя смята, че името „Крешчатик“ в края на 18 век носи съвременната улица Набережно-Крешчатицка, по която по времето на княз Владимир киевляни са отивали до Днепър, за да приемат там свето кръщение, доброволно или под принуда. Тогава улицата започвала от Крешчатицката порта, построена на мястото на съвременния Пощенски площад. От тези порти до сегашния Европейски площад преминавал Крешчатицкият път.
Киевският учен Леликов пък смята, че името Крешчатик е обозначавало и мястото, и водоизточника в него, където княз Владимир е кръстил, както се казва в хрониката, всичките си синове и на мястото на което от 1802 г. е бил издигнат паметника Кръщението на Рус. Описвайки пътуването си до Киев в книгата „Славные бубны за горами“, принц Долгоруки пише:

В подножието на най-високия хълм на склоновете на Днепър порязава взора така наречения Крешчатик. Този купел, в който Владимир е кръстил киевляните. Украсен е с паметник.

И Николай Сементовски нарича това място Крешчатик в книгата си „Киев и неговите забележителности“, публикувана през 1852 г. И, когато през 1830-те години започва интензивното развитие на Крешчатицката долина, нейното начало от страната на Днепър вече се нарича Крешчатик, а местността „Козето блато“ е Крещатицкия площад.

## Появата на улицата
Много изследователи отбелязват началото на Крешчатик като градска улица от 1797 г., когато Договорният панаир е прехвърлен в Киев от град Дубно. Николай Закревски заявява:

През 1797 г. тук няма никакви здания, и въобще всички заселени места на Крешчатик към края на миналия век представлявали само пустота.

Договорният панаир е трябвало да донесе значително попълване на градската хазна и по този начин да допринесе за по-нататъшното развитие на Киев. Тогавашният градски архитект Андрей Меленски правилно определя перспективите на това събитие именно за долината като артерия, свързваща и трите части на града, и тяхната връзка с пътя към град Василков. Пътят до него отдавна е минавал покрай поток, започващ от малко езеро, което тогава се е намирало в северната част на сегашния Майдан Незалежности. Потокът се насочвал към района, където се намира Бесарабка, и след това се е вливал в река Либед. След татаро-монголското нашествие езерото се превръща в блатиста местност, която е наречена „Козето блато“.
Когато започва развитието на местността, властите в началото не възразяват срещу съществуването на местния малък пазар, където се провеждат циркови представления и тържества. През 1874 г. обаче той е преместен на площад Бесарабска, за да се построи обществена градина на това място. Впоследствие в долината са отпуснати 118 парцела земя, които първо са дадени на представители на управляващата класа, а едва след това на търговци, буржоа и дребни чиновници. През 1797 г. се появява първата къща в класически стил в Крешчатската долина, красив двуетажен каменен дворец на помешчика Онуфий Головински.

## XIX – началото на XX век
Строителството на „Крешчатик“ започва в края на 18 – началото на 19 век. Първоначално е изграден участъкът от Конния площад (съвременния Европейски) до улица Прорезна, основно от дясната страна. През 1803 г. започва изграждането на лявата. Тогава улицата се нарича Театрална (тук се намира първият театър в града). Окончателната форма на улицата е придобита в плановете на Киев през 1837 г., когато тя е разширена до площад Бесарабска и е наречена Крешчатицка. От 1869 г. е установено името „Крешчатик“.
През 1876 г. тук е построена сградата на Градската дума; През 1892 г. е положена първата електрическа трамвайна линия в Руската империя, която свързва Крешчатик с Подол.
Преди Втората световна война „Крешчатик“ е застроен със сгради, главно на три или четири етажа, със солидна фасада. Ширината на улицата е била около 35 m.

## Градски комуникации

### Паваж
Градските власти тогава имат много проблеми с поддържането на пътното платно на „Крешчатик“ в добро състояние. Тествани са най-разнообразни методи, съществували по това време.
От 1827 г. „Крешчатик“ е павиран основно с обикновена настилка. Първият опит да се използват двойно по-скъпи гранитни плочи датира от 1874 г., когато малка част от улицата е павирана с тях, за сметка на изпълнителя. Тъй като тези павета остават в добро състояние над 10 години, те доказват своята стойност. Освен това край Фастов и Кременчуг по това време са открити големи находища от този камък, което прави работата по-евтина. След това паважът на улицата е подменян няколко пъти до 1911 г.

### Водоснабдяване
На 9 юли 1870 г. градският съвет подписва договор с Аманд Струве за изграждане на водоснабдяването на града през следващите две години. На 22 май 1871 г. започва полагането на водопроводи. Впоследствие са построени водна кула и резервоар с вместимост 11 500 ведра (тогавашна мярка за вместимост в Руската империя). На 1 март 1872 г. е церемонията по откриването и водата през 12-дюймови тръби попада в домовете на богатите жители на улицата, за всички останали е изграден кран, от който вода може да се купи на цена от шест копейки за шест ведра. Първоначално водата е мътна, тъй като няма филтри за пречистване, а тръбата е само на 10 метра от брега в района на градските бани. Но впоследствие качеството на водата се подобрява и жителите на Киев започват да я използват.

### Улично осветление
На 23 май 1890 г. градските власти подписват 12-годишен договор с частната компания „Савицки и Щраус“, според който на „Крешчатик“ са монтирани 14 електрически дъгови фенера. За тази цел са използвани трамвайните стълбове, монтирани в средата на улицата. На 8 март 1892 г. уличното осветление започва да работи на „Крешчатик“, до 12:00 през нощта. Електричеството се произвежда от Централната електрическа станция на сегашния Театрален площад и нейния клон в имението на полковник Фабрициус на Думския площад. За осветлението на „Крешчатик“ градът плаща 17 копейки за час работа на всеки електрически фенер. В същото време стриктно се спазва режима на работа: първата глоба от 100 рубли за нарушение на графика е наложена през 1895 година.

### Обществен транспорт
Общественият транспорт се появява на „Крешчатик“ под формата на извозчици. През 1882 г. жителите на Киев са транспортирани от 1528 едноконни и 88 двойни конски екипажа. Впоследствие се появява трамвай и броят на екипажите намалява, но по-късно, когато собствениците им се научават да намаляват разходите за отглеждане на коне, броят им през 1895 г. нараства отново до 1600. През 1879 г. за първи път се появявят омнибуси на „Крешчатик“. Теглените от коне закрити карети с 20 места извършват редовни пътувания. Пътуването от Бесарабка до Контрактовия площад струва тогава на пътника 6 копейки.
През 1891 г. са открити няколко маршрута на конския трамвай. Маршрутът Царски площад – Либид минава по Крешчатик. Вагон за 20 – 25 места е теглен от два-три коня. През 1892 г. по „Крешчатик“ преминава първият парен трамвай. Движи се по-тихо и без дим, но времето доказва, че не е съвсем подходящ за релефа на Киев. През същата година първият електрически трамвай в Киев и в Русия (вторият в Европа) тръгва от Царския до Контрактовия площад по Александровския път. Впоследствие този трамвай започва да се движи по средата на „Крешчатик“. През 1894 г. в Киев окончателно са изоставени вагоните с конска и парна тяга, а линията на конния трамвай на Крешчатик е електрифицирана. Трамваите продължават да се движат по улицата до началото на 30-те години.
През 1930 г. в Киев преминава първият автобусен маршрут: по „Крешчатик“ – Европейски площад – „Крешчатик“ – ЖП гара. Но на следващата година, поради нерентабилност, маршрутът е затворен.

## Съветско време
През 1923 г. „Крещатик“ е преименуван на улица „Воровски“, в чест на руския революционер от полски произход, един от първите съветски дипломати Вацлав Воровски (1871 – 1923). Историческото име на улицата е възстановено през 1937 година.
След прехвърлянето на столицата на Украинската ССР в Киев започва масивна реконструкция на улицата. Заложени са няколко нови здания, повечето от които остават недовършени и са унищожени по време на войната. Сред обектите от предвоенното строителство може да се отличи универсалния магазин (една от малкото сгради на „Крешчатик“, оцелели от войната). След 1935 г. в архитектурата започват да се въвеждат принципите на „социалистическия реализъм“.
През 1934 г. на „Крещатик“ е демонтирана трамвайната линия. През 1936 г. вместо трамваи са пуснати тролейбуси, пътното платно е разширено и покрито с асфалт.

### Окупация на града от германците
През август 1941 г. започва обсадата на града от германски войски. Крешчатик, както и повечето улици, е преградена с барикади, метални „таралежи“, чували с пясък, оборудвана с места за зенитни картечници. На 24 септември 1941 г., няколко дни след окупирането на Киев от германските войски, на Крешчатик започва поредица от експлозии.
Експлозиите продължават в течение на две седмици, главната улица на украинската столица е почти напълно унищожена. Пожарите продължават цял месец.
Според свидетелството на бившия началник на инженерната служба на Киевския отбранителен щаб майор М. Чукарев, „Инженерно обезпечаване на отбраната на Киев през 1941 г.“, сградите в града са минирани от отстъпващите части на Червената армия . Първата, която е взривена, е Детски свят (архитект Владислав Хородецки) на ъгъла на „Крешчатик“ и „Прорезна“; взривната вълна детонира боеприпаси и в други сгради. Експлозиите и последвалото огнено торнадо са толкова мощни, че центърът на града е напълно изгорен и не е възстановен по време на войната . Няколко дни по-късно, на 27 – 29 септември 1941 г., комендантът на Киев, Курт Еберхард, използва изгарянето на „Крешчатик“ като официален претекст за унищожаването на евреите от Киев в Бабин Яр.
По време на окупацията на Киев през 1941 – 1943 г. германците преименуват улицата на „Айххорнщрасе“ (в чест на фелдмаршал Херман фон Айххорн).
|  |  |  |  |

### Възстановяване
През 1943 г., след освобождението, започва работа по възстановяването на улицата, разчистване на пътя и на развалините. Цялото население на града участва в дейностите. Конкурсът за проект за възстановяване на „Крешчатик“ е обявен на 22 юни 1944 г. Централната улица на столицата на републиката е планирано да бъде застроена с административни сгради, театър и няколко хотела. Конкурсът е организиран по необичаен начин: има открита и закрита част. В открития конкурс проектите получават четири награди (първа – 40 000 рубли, втора – 30 000, трета – 20 000 и четвърта – 10 000 рубли). В закритата част е предложено да се създадат проекти за развитието на „Крешчатик“ от известни съветски архитекти. До края на 1944 г. са разработени 22 проекта за възстановяване на главната улица на Киев (девет творби – по открития конкурс, 11 – по закрития + два проекта, представени извън конкурса). Всички те са изложени за публична оценка в Музея на руското изкуство.
В много проекти е планирано да се използват ескалатори при спускането от „Крещатик“ до „Набережна“. В крайна сметка, ръководството не се спира на нито един от проектите и е организиран втори кръг. В него участват три групи архитекти, водени от Александър Власов, Алексей Таций и Владимир Заболотни. Заболотни е критикуван на правителствено ниво заради използването на форми на украински необарок и не взима по-нататъшно участие в конкурса.
През 1948 г. изпълнението на окончателния проект е поверено на групата на Александър Власов. Според общия план за възстановяване, на „Крешчатик“ е решено да се възстанови централната част, като се запази конфигурацията на улицата, но сградите са построени изцяло нови, в стил „сталински ампир“. През 1949 г. Власов е преместен в Москва като главен архитект и всъщност ръководител на работите става Анатолий Доброволски, който заема позицията на главен архитект на Киев. Според неговия план „Крешчатик“ трябва да се превърне в широка магистрала, чиято ширина в линиите на застрояване достига до 75 метра в някои райони. Улицата е изградена като единен архитектурен ансамбъл. Профилът на улицата е асиметричен – пътното платно е 24 м, два тротоара по 14 м, отделени от платното с редица от дървета (кестен) и булевард от дясната страна, които отделят жилищната зона от платното.
През 1955 г., когато развитието на основните му характеристики приключва и улицата придобива нов облик, започва „борбата срещу излишъците в архитектурата“. Например, шпилът, готов за инсталиране на сградата срещу улица „Ленин“, е намален с една трета, а шпилът на хотел „Москва“ трябва да бъде премахнат напълно. 

### 1960-1980-те
През тези години са построени само отделни здания. По време на реконструкция през 1978 г. на ъгъла на днешния Майдан Незалежности започва строителството на сградата на Профсъюзния съвет на Украйна – с кула и камбани (завършена през 1985 г.). Архитектурният мотив на тази сграда е продължен от сградата на хотел „Крешчатик“ и сградата на агенция „Новости“  която е издигната по-късно. От дясната страна на Майдан, на мястото на бившата Градска дума, е изградена обществена градина, която завършва в полукръглата си част с пет лъчевидни улици, продължаващи до стария град. През 1982 г. на Европейския площад е построен музеят на Ленин, по-късно преименуван на Украински дом.

## Съвременен период
В съвременния си вид, „Крешчатик“ се превръща в задължително място за посещение на града. В събота, неделя и на официални празници движението по улицата е блокирано – по това време улицата става пешеходна. Тук постоянно се провеждат концерти на открито, а на 24 август ежегодно се провеждат военни паради. От юли до август 2001 г. е извършена реконструкцията на Майдан Незалежности (сложени са редица паметници, отворен е подземен търговски център „Глобус“).
Според проучване, проведено от международната консултантска компания Colliers International, през 2010 г. „Крешчатик“ е класиран на 48-мо място в класацията на улиците с най-високи цени за наем на търговски площи в света. 
В същото време „Крешчатик“, заедно с Майдан, се превръща в основен център на протестни действия. През 2004 г. „Крешчатик“ и Майдан стават център на Оранжевата революция. Драматични са протестите през ноември 2013 г. – февруари 2014 г., наречени по-късно Евромайдан, по време на които „Крешчатик“ е блокиран от барикади, на улицата са издигнати палатки и полеви кухни. „Крешчатик“ става едно от местата на сблъсъци между протестиращите и силите за сигурност, в резултат на които над сто души загиват, а няколко са ранени.
|  |  |  |  |

## Сгради и конструкции
- No1 – хотел „Днепър“
- № 2 – Украински дом
- № 4 – информационна агенция УНИАН
- № 6 – „Дом на Сакс“ (архитект Йозеф Зекцер, 1911 – 1914)
- № 7/11 - Централен съюз на потребителските общности на Украйна
- № 8 – Сграда на Петербургската банка (1911 – 1914, архитект. Л. Беноа)
- No 10 – Сграда на банка Волга-Кама (1912 – 1913, архитект. П. Андреев)
- № 10-b – WMOO „Молодая Просвета“ и редакция на седмичника „Слово Просвещения“
- No 14 – хотел „Крешчатик“
- No 15 – Пасаж (1913 – 1914, архитект. П. Андреев)
- No 15 – Мемориален музей-апартамент на Борис Гмиря
- № 16 – Киевски градски съвет на профсъюзите
- № 18/2 - Дом на профсъюзите на Украйна
- № 19 – наземно фоайе на метростанция Крешчатик (1960)
- № 22 – Главна пощенска станция в Киев и Пощенски музей
- No 24 – Министерство на аграрната политика
- № 25 – Кино „Дружба“ (1954)
- № 26 – Държавен комитет за телевизионни и радиопредавания на Украйна
- № 27-a – Национален съюз на журналистите на Украйна
- № 30 – Министерство на енергетиката и въгледобивната промишленост на Украйна
- No 32 – Сграда на Руската банка за външна търговия (1913 – 1915, архитект. Ф. И. Лидвал)
- № 36 – Дом на Киевския градски съвет и Киевската градска държавна администрация (1952 – 1957)
- No 38 – ЦУМ
- No 40 – сградата на хотел „Кане“ (1873)
- № 42 – жилищна къща (1894 – 1895)
- № 42-а – Печерски окръжен съд на град Киев
- № 44 – жилищна къща (1858, 1884, 1895, 1899 – 1900)
- № 46 – жилищна къща (1872 – 1874)
- № 46-а – ТВ канал „Моето дете“
- No 48 – жилищна къща (края на 19 век.)
- No 50-б – Художествено-концертен център И. Козловски
- № 52 – жилищна къща (1875 – 1876)

## Във филателията
Крешчатик е изобразен на пощенска марка на СССР от 1958 г.